# Zjednoczona Republika Arabska

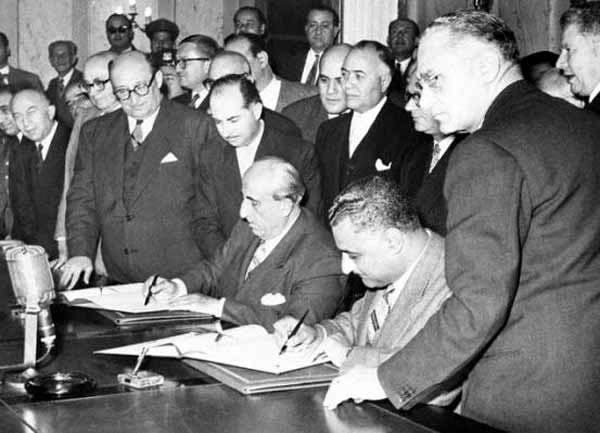
Prezydenci Egiptu i Syrii Gamal Abdel Naser i Szukri al-Kuwatli podpisują akt utworzenia Zjednoczonej Republiki Arabskiej

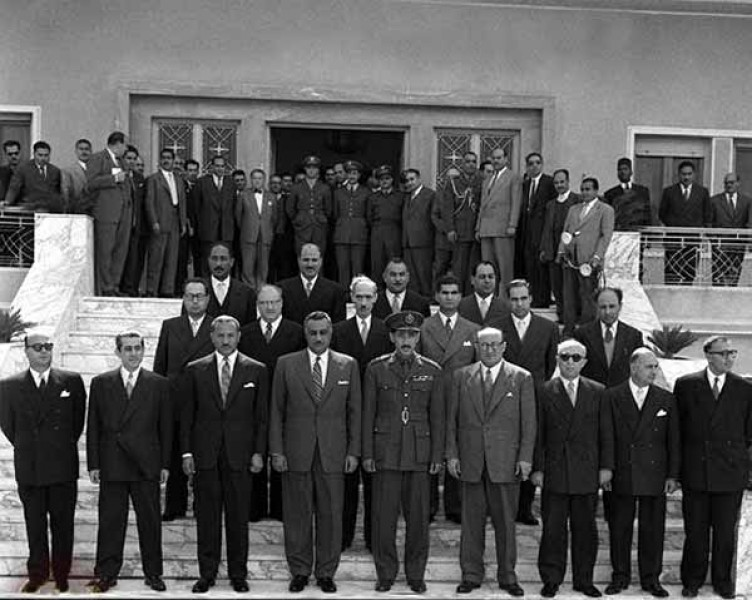
Grupa przywódców egipskich i syryjskich przez pałacem prezydenckim w Damaszku. W pierwszym rzędzie stoją Akram al-Haurani, wiceprezydent Zjednoczonej Republiki Arabskiej (drugi z lewej), Abd al-Latif al-Baghdadi, wiceprezydent Egiptu (trzeci z lewej), Gamal Abdel Naser (czwarty z lewej), marszałek Egiptu Abd al-Hakim Amir (w środku), Sabri al-Asali, wiceprezydent Syrii (czwarty z prawej), Salah ad-Din al-Bitar, współzałożyciel partii Baas (pierwszy z prawej)

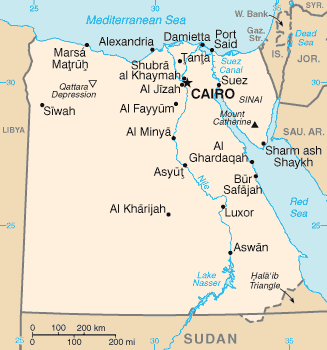
Mapa Egiptu

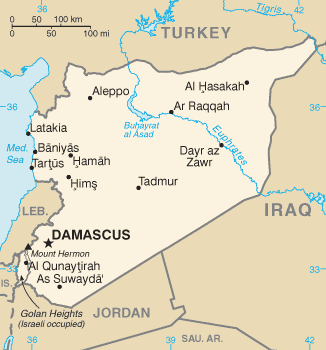
Mapa Syrii

Zjednoczona Republika Arabska (ZRA) – państwo powstałe 1 lutego 1958 roku z połączenia Egiptu i Syrii. Istniało do 28 września 1961, gdy w Syrii doszło do przewrotu wojskowego, a proklamowany po nim rząd tymczasowy ogłosił zerwanie unii.

## Historia

### Okoliczności powstania
Inicjatorem utworzenia Zjednoczonej Republiki Arabskiej był prezydent Egiptu Gamal Abdel Naser, dla którego był to pierwszy krok na drodze do praktycznej realizacji koncepcji panarabskich. Abdel Naser zakładał jednak, że plany integracji będą realizowane stopniowo, w perspektywie co najmniej pięciu lat (od 1957). Hasło to zostało podchwycone przez elity polityczne Syrii, które znacznie bardziej od egipskiego prezydenta starały się o jej zawarcie. Do podjęcia negocjacji w tej sprawie syryjskich przywódców, pochodzących z Partii Baas, skłoniła niepewna sytuacja międzynarodowa kraju – ponawiane próby włączenia Syrii do Paktu Bagdadzkiego, doktryna Eisenhowera, wrażenie wywołane interwencją zachodnią w czasie kryzysu sueskiego. Pod wpływem tych wydarzeń w kraju narastały lewicowe i antyzachodnie tendencje, rosła liczba zwolenników Komunistycznej Partii Syrii. Aby zapobiec utracie wyborców na rzecz komunistów, rządząca Partia Baas (również o socjalistycznym programie), jak również organizacje konserwatywne obserwujące z niepokojem popularność Partii Komunistycznej, zaczęły skłaniać się ku projektowi unii z Egiptem, rządzonym przez elity wywodzące się z ruchu Wolnych Oficerów i rewolucji r. 1952.
Trwające od 1958 negocjacje po miesiącu, 29 stycznia 1958, zakończyły się wspólną deklaracją prezydentów obu państw (Gamala Abdela Nasera i Szukriego al-Kuwatliego) o zawarciu unii przez obydwa kraje. Zgodnie z oczekiwaniami strony egipskiej, a wbrew stanowisku polityków syryjskich, nowe państwo nie miało charakteru federacyjnego, lecz unitarny, ze stolicą w Kairze. 21 lutego ludność obydwu krajów w plebiscycie zaakceptowała projekt unii i zaakceptowała Nasera jako jej prezydenta.

### Funkcjonowanie republiki
Syria i Egipt w momencie zawarcia unii znacząco się różniły. Egipt był rządzony w sposób autorytarny przez charyzmatycznego i niezwykle popularnego w społeczeństwie Nasera, jego rządy wspierała państwowa biurokracja oraz wojsko. Syria natomiast, mimo znaczącej roli armii, od kilku lat była krajem demokratycznym, w którym swobodnie działało wiele partii politycznych. W egipskiej gospodarce kluczową rolę odgrywało państwo, zaś celem rządu Nasera była budowa państwa socjalistycznego. Syria była gospodarką wolnorynkową, praktycznie bez udziału państwa, o wyższym niż Egipt PKB. Pośpiech, w jakim przygotowano ich integrację, miał negatywne skutki dla trwałości powstałego organizmu państwowego.
5 marca 1958 Zgromadzenie Narodowe, złożone po połowie z deputowanych syryjskich i egipskich, uchwaliło tymczasową konstytucję nowego państwa. Zakładała ona bardzo silną pozycję prezydenta, który miał mianować wiceprezydentów i ministrów, jak również decydować o trybie pracy parlamentu i liczbie deputowanych, kierować siłami zbrojnymi i sprawować zwierzchność nad władzą sądowniczą. Taka konstrukcja ustawy zasadniczej była możliwa dzięki niezwykłej popularności Nasera w całym świecie arabskim. W nowym państwie zrezygnowano nawet z nazwy Syria na rzecz określenia Prowincja Północna. Zdelegalizowane zostały partie polityczne – jedyną organizacją tego typu miała być prorządowa Unia Narodowa. Tymczasowa konstytucja zakładała również utworzenie dwóch rad wykonawczych, po jednej na każdą część składową Zjednoczonej Republiki Arabskiej. W radzie Prowincji Północnej zasiedli wyłącznie działacze Partii Baas, zaś najbardziej wpływowy, Akram al-Haurani, został także wiceprezydentem Zjednoczonej Republiki Arabskiej. Co prawda, politycy syryjscy mieli w Kairze swoją reprezentację, jednak w praktyce ich głos miał dalece mniejsze znaczenie, niż działaczy egipskich.
We wrześniu 1958 w Prowincji Północnej wprowadzono reformę rolną opartą na analogicznym schemacie, jak kilka lat wcześniej w Egipcie. 1,54 mln ha ziemi należących do najzamożniejszych rodów w kraju zostało znacjonalizowanych i miało docelowo trafić do 150 tys. najuboższych rodzin rolniczych. Krok ten wzbudził niezadowolenie dawnych konserwatywnych elit syryjskich. W rezultacie coraz poważniejszą rolę w państwie odgrywał kontrwywiad, kierowany przez Abd al-Hamida as-Sarradża.
W lipcu 1959 w wyborach do lokalnych rad Unii Narodowej politycy związani przed 1958 z Partią Baas ponieśli klęskę, w rezultacie czego Naser zdecydował się na usunięcie ministrów pochodzących z tej organizacji z rządu oraz na zdymisjonowanie al-Hauraniego ze stanowiska wiceprezydenta. W październiku tego samego roku Naser skierował do Prowincji Północnej marsz. Abd al-Hakima Amira z uprawnieniami prezydenckiego pełnomocnika. Amir stał się najważniejszą postacią lokalnego życia politycznego, a w celu zdobycia popularności wśród zamożnych kupców i właścicieli ziemskich doprowadził do zatrzymania wdrażanej reformy rolnej, a w konsekwencji, wbrew stanowisku Nasera, do zahamowania procesu integracji gospodarczej dwóch państw. Wbrew własnym planom Amir nie zyskał w Syrii popularności.
Tendencja ta została odwrócona ponownie w 1960. Kryzys gospodarki syryjskiej sprawił, że władze w Kairze postanowiły ściślej związać ze sobą systemy ekonomiczne obu państw i poddać je państwowej kontroli. Wydane w tej sprawie dekrety prezydenta zniosły wolny handel obcymi walutami, zabroniły importu dóbr luksusowych, znacjonalizowały banki i obłożyły wysokimi opłatami celnymi import samochodów. Wprowadzono również płacę minimalną oraz odgórnie ustalono ceny lekarstw i żywności, jak również ograniczono maksymalny czas pracy.
W 1961 podjęte zostały z kolei kroki na rzecz ograniczenia i tak okrojonej administracyjnej samodzielności Syrii. W sierpniu tego roku odrębne rady wykonawcze zostały rozwiązane, a całym krajem miał zarządzać rząd rezydujący w Kairze. Do armii syryjskiej sprowadzano oficerów egipskich, podczas gdy Syryjczyków kierowano do Egiptu, za granicę lub kierowano na emeryturę. Syryjskie elity gospodarcze w dalszym ciągu negatywnie postrzegały promowaną przez Nasera socjalistyczną politykę. Niekorzystna dla trwałości unii była również marginalizacja byłej Partii Baas, najpoważniejszej syryjskiej siły politycznej popierającej związek z Egiptem.
W lipcu 1961 Naser zdymisjonował wiernego sobie as-Sarradża ze stanowiska ministra spraw wewnętrznych i szefa służby bezpieczeństwa, by sam stanąć na jej czele. Krok ten osłabił służby i ułatwił działanie wojskowym syryjskim spiskującym na rzecz rozbicia unii.
29 września 1961 w Syrii doszło do zamachu stanu przeprowadzonego przez młodych oficerów pod dowództwem ppłk. Abd al-Karima an-Nahlawiego, w wyniku którego Syria wystąpiła z unii. Dzień po przewrocie wojskowi proklamowali utworzenie rządu tymczasowego pod kierownictwem Mamnuna al-Kuzbariego, w skład którego weszli przedstawiciele armii i konserwatywnych elit miejskich. Rząd w Kairze początkowo miał zamiar wystąpić przeciwko zamachowi stanu, jednak ostatecznie wycofał się z tych planów. 5 października 1961 Naser oznajmił, iż uszanuje syryjską niepodległość. Ludność Syrii nie protestowała przeciwko upadkowi unii.
Egipt zachował nazwę Zjednoczonej Republiki Arabskiej aż do 1971. W latach 1958–1961 Egipt, Syria i Jemen tworzyły konfederację pod nazwą Zjednoczone Państwa Arabskie.